# Unitat internacional
Unitat internacional, en anglès:international unit, en farmacologia és una unitat que mesura l'activitat biològica o l'efecte d'una substància. S'abreuja com IU, com UI (en francès unité internationale o en italià unità internazionale), o com IE (en alemany Internationale Einheit). Es fa servir per quantificar vitamines, hormones, alguns medicaments, vacunes, productes de la sang, i substàncies similars biològicament actives. IU té l'avantatge sobre la mesura de la massa, com mil·ligrams (mg), de ser consistenten la quantitat nominal qa través de diverses formes d'agents biològics (com la vitamina A en la forma de retinol o beta-carotè). Malgrat el seu nom, la IU no forma part del Sistema Internacional d'Unitats que es fa servir en la física i la química.
Per tal de no poder confondre la lletra: "I" amb el dígit: "1", alguns hospitals tenen la política d'ometre la "I", és a dir que només utilitzen U o E en les dosis.

## Igualtat i equivalència de IU en diferents substàncies
Per definir la IU d'una substància, la
WHO proporciona una preparació de referència de la substància i arbitràriament estableix el nombre de IU en la seva preparació i especifica el procediment biològic per comparar substàncies similars amb les de la seva preparació. L'objectiu de fer aquest estàndard és que substàncies diferents amb el mateix efecte biològic continguin el mateix nombre d'Unitats internacionals. Per exemple en la vitamina E més que especificar els tipus precisos i masses en una mescla, n'hi ha prou amb especificar el nombre d'Unitats internacionals de vitamina E.
Per algunes substàncies s'estableix la massa equivalent a una IU.
Com que el nombre de IUs que conté una nova substància s'estableix arbitràriament no hi ha equivalència entre un mesurament de IU entre dos agents biològics no similars. Per exemple no es pot establir l'equivalència entre una unitat de vitamina E i una unitat de vitamina A incloent tampoc la massa i eficàcia.

## Equivalents de massa d'una IU
- Insulina: 1 IU és l'equivalent biològic d'uns 45,5 μg d'insulina cristal·lina pura (1/22 mg exactament). 
 això correspon a l'antiga unitat americana USP.[1]
- Vitamina A: 1 IU equival a 0.3 μg de retinol, o de 0.6 μg beta-carotè a USA,[2] i Canadà[3]

- Vitamina C: 1 IU és 50 μg L-àcid ascòrbic
- Vitamina D: 1 IU és de 0.025 μg colecalciferol/ergocalciferol
- Vitamina E: 1 IU és de 0.667 mg d-alpha-tocoferol (2/3 mg exactament), o d'1 mg d'acetat dl-alfa-tocoferol

## Diferència amb la unitat d'activitat enzimàtica
No s'ha de confondre la Unitat internacional amb la unitat enzimàtica, també coneguda com la Unitat internacional de l'activitat enzimàtica o International unit of enzyme activity i abreujada com U.